# Nederlandse kampioenschappen atletiek 1968
In 1968 werden de Nederlandse kampioenschappen atletiek gehouden op 3 en 4 augustus in het Sportcentrum in Groningen. De organisatie lag in handen van het district Groningen-Drente van de KNAU. De weersomstandigheden waren uitstekend.
De Nederlandse atletiekkampioenschappen op de 3000 m steeple, de 200 m horden en de marathon voor mannen werden op 31 augustus gehouden in Leeuwarden. Om de titels op de  tienkamp en de vijfkamp werd op 31 augustus en 1 september gestreden in Sportpark "De Vijf Sluizen" in Vlaardingen.

## Uitslagen

### 100 m
| rang   | atleet               | prestatie |
| ------ | -------------------- | --------- |
| Goud   | Eddy Monsels         | 10,5 s    |
| Zilver | Chris van der Meulen | 10,6 s    |
| Brons  | Ad de Jong           | 10,6 s    |

| rang   | atlete          | prestatie |
| ------ | --------------- | --------- |
| Goud   | Truus Hennipman | 11,5 s    |
| Zilver | Hilly Gankema   | 11,7 s    |
| Brons  | Mieke Sterk     | 11,7 s    |

### 200 m
| rang   | atleet               | prestatie |
| ------ | -------------------- | --------- |
| Goud   | Chris van der Meulen | 21,0 s    |
| Zilver | Ad van Boekel        | 21,4 s    |
| Brons  | Theo de Boer         | 21,7 s    |

| rang   | atlete          | prestatie |
| ------ | --------------- | --------- |
| Goud   | Truus Hennipman | 23,8 s    |
| Zilver | Mieke Sterk     | 24,1 s    |
| Brons  | Stans Brehm     | 24,3 s    |

### 400 m
| rang   | atleet              | prestatie |
| ------ | ------------------- | --------- |
| Goud   | Fred van Herpen     | 46,9 s    |
| Zilver | Rijn van den Heuvel | 47,2 s    |
| Brons  | Sjouke Tel          | 47,9 s    |

| rang   | atlete               | prestatie |
| ------ | -------------------- | --------- |
| Goud   | Mirna van der Hoeven | 54,1 s    |
| Zilver | Tilly van der Made   | 55,0 s    |
| Brons  | Stans Brehm          | 55,7 s    |

### 800 m
| rang   | atleet         | prestatie |
| ------ | -------------- | --------- |
| Goud   | Geert Udding   | 1.50,9    |
| Zilver | Bram Wassenaar | 1.51,1    |
| Brons  | Sjef Hensgens  | 1.51,9    |

| rang   | atlete              | prestatie |
| ------ | ------------------- | --------- |
| Goud   | Ilja Keizer-Laman   | 2.06,4    |
| Zilver | Tilly van der Made  | 2.07,2    |
| Brons  | Tineke van Wonderen | 2.07,9    |

### 1500 m
| rang   | atleet        | prestatie |
| ------ | ------------- | --------- |
| Goud   | Haico Scharn  | 3.46,3    |
| Zilver | Kees van Loon | 3.47,8    |
| Brons  | Gijs de Bode  | 3.50,5    |

| rang   | atlete              | prestatie |
| ------ | ------------------- | --------- |
| Goud   | Anneloes Bosman     | 4.29,7    |
| Zilver | Jeannette Vermeulen | 4.42,3    |
| Brons  | Joke van der Stelt  | 4.45,4    |

### 5000 m
| rang   | atleet          | prestatie |
| ------ | --------------- | --------- |
| Goud   | No op den Oordt | 14.28,2   |
| Zilver | Wil Willems     | 14.31,0   |
| Brons  | Egbert Nijstad  | 14.36,8   |

### 10.000 m*
| rang   | atleet          | prestatie |
| ------ | --------------- | --------- |
| Goud   | No op den Oordt | 30.42,8   |
| Zilver | Egbert Nijstad  | 30.42,8   |
| Brons  | Piet Vonck      | 32.17,2   |

### 110 m horden/80 m horden
| rang   | atleet             | prestatie |
| ------ | ------------------ | --------- |
| Goud   | Ed de Noorlander   | 14,4 s    |
| Zilver | Hans van Enkhuizen | 14,9 s    |
| Brons  | Aad Bos            | 15,1 s    |

| rang   | atlete                  | prestatie |
| ------ | ----------------------- | --------- |
| Goud   | Hilly Gankema           | 11,0 s    |
| Zilver | Nel van der Veen        | 11,2 s    |
| Brons  | Marjan Ackermans-Thomas | 11,3 s    |

### 200 m horden*
| rang   | atleet         | prestatie |
| ------ | -------------- | --------- |
| Goud   | Harry Dost     | 26,1 s    |
| Zilver | Sjouke Tel     | 26,4 s    |
| Brons  | Jan ten Seldam | 26,4 s    |

### 400 m horden
| rang   | atleet       | prestatie |
| ------ | ------------ | --------- |
| Goud   | Dirk Roos    | 55,0 s    |
| Zilver | Wim Braaksma | 55,6 s    |
| Brons  | Rob Strik    | 55,7 s    |

### 3000 m steeple*
| rang   | atleet         | prestatie |
| ------ | -------------- | --------- |
| Goud   | Wil Willems    | 9.07,9    |
| Zilver | Herman de Jong | 9.09,4    |
| Brons  | Egbert Nijstad | 9.18,4    |

### Verspringen
| rang   | atleet       | prestatie |
| ------ | ------------ | --------- |
| Goud   | Ad de Jong   | 7,33 m    |
| Zilver | Huub Pappers | 7,25 m    |
| Brons  | Henk Evers   | 7,06 m    |

| rang   | atlete        | prestatie |
| ------ | ------------- | --------- |
| Goud   | Ellen Deurloo | 5,67 m    |
| Zilver | Miep van Beek | 5,61 m    |
| Brons  | Mieke Baart   | 5,58 m    |

### Hink-stap-springen
| rang   | atleet         | prestatie |
| ------ | -------------- | --------- |
| Goud   | Henk Evers     | 15,08 m   |
| Zilver | Kees de Kort   | 14,56 m   |
| Brons  | Rinus Mellaard | 14,19 m   |

### Hoogspringen
| rang   | atleet         | prestatie |
| ------ | -------------- | --------- |
| Goud   | Ben Lesterhuis | 2,00 m    |
| Zilver | Klaas Kanis    | 1,95 m    |
| Brons  | Peter Geelen   | 1,90 m    |

| rang   | atlete                  | prestatie |
| ------ | ----------------------- | --------- |
| Goud   | Mary van der Raadt      | 1,65 m    |
| Zilver | Marjan Ackermans-Thomas | 1,65 m    |
| Brons  | Ellen Deurloo           | 1,55 m    |

### Polsstokhoogspringen
| rang   | atleet        | prestatie |
| ------ | ------------- | --------- |
| Goud   | Kees de Kort  | 4,10 m    |
| Zilver | Servee Wijsen | 3,90 m    |
| Brons  | Theo Jongen   | 3,90 m    |

### Kogelstoten
| rang   | atleet         | prestatie |
| ------ | -------------- | --------- |
| Goud   | Cees van Wees  | 15,42 m   |
| Zilver | Dick Schrieken | 14,89 m   |
| Brons  | Henk van Aarst | 14,57 m   |

| rang   | atlete                | prestatie |
| ------ | --------------------- | --------- |
| Goud   | Els van Noorduyn      | 16,33 m   |
| Zilver | Mieke van Rangelrooy  | 14,15 m   |
| Brons  | Corrie van Wissenburg | 13,86 m   |

### Discuswerpen
| rang   | atleet        | prestatie |
| ------ | ------------- | --------- |
| Goud   | Harry Zitzen  | 49,80 m   |
| Zilver | Eef Kamerbeek | 46,70 m   |
| Brons  | Klaas Veuger  | 45,46 m   |

| rang   | atlete                | prestatie |
| ------ | --------------------- | --------- |
| Goud   | Anneke de Bruin       | 52,86 m   |
| Zilver | Jet van de Giessen    | 50,40 m   |
| Brons  | Esther Goedhart-Schot | 42,82 m   |

### Speerwerpen
| rang   | atleet         | prestatie |
| ------ | -------------- | --------- |
| Goud   | Piet Olofsen   | 71,32 m   |
| Zilver | Jan van Heek   | 64,92 m   |
| Brons  | Paul Verschoor | 63,42 m   |

| rang   | atlete          | prestatie |
| ------ | --------------- | --------- |
| Goud   | Greet Versterre | 46,28 m   |
| Zilver | Hennie de Bruin | 43,76 m   |
| Brons  | Carla Luyer     | 43,16 m   |

### Kogelslingeren
| rang   | atleet         | prestatie |
| ------ | -------------- | --------- |
| Goud   | Wim Schoemaker | 49,96 m   |
| Zilver | Eef Kamerbeek  | 48,56 m   |
| Brons  | Henk Houtzager | 45,46 m   |

### Tienkamp/Vijfkamp*
| rang   | atleet             | prestatie |
| ------ | ------------------ | --------- |
| Goud   | Ed de Noorlander   | 7478 p    |
| Zilver | Freek Stam         | 6526 p    |
| Brons  | Richard Langemeyer | 6351 p    |

| rang   | atlete             | prestatie |
| ------ | ------------------ | --------- |
| Goud   | Ciska Janssen      | 4634 p    |
| Zilver | Mary van der Raadt | 4415 p    |
| Brons  | Miep van Beek      | 4378 p    |

### Marathon*
Steylen lag bijna de hele marathon solo op kop. Van Leeuwarden tot het keerpunt in Minnertsga had hij de wind vol van voren.
| rang   | atleet            | prestatie |
| ------ | ----------------- | --------- |
| Goud   | Aad Steylen       | 2:25.48,8 |
| Zilver | Wim Hol           | 2:34.11.0 |
| Brons  | Hans van Kasteren | 2:43.38,2 |

* Dit onderdeel vond plaats op 31 augustus in Leeuwarden resp. Vlaardingen
1904 · 
1908 · 
1909 · 
1910 · 
1911 · 
1912 · 
1913 · 
1914 · 
1915 · 
1917 · 
1918 · 
1919 · 
1920 · 
1921 · 
1922 · 
1923 · 
1924 · 
1925 · 
1926 · 
1927 · 
1928 · 
1929 · 
1930 · 
1931 · 
1932 · 
1933 · 
1934 · 
1935 · 
1936 · 
1937 · 
1938 · 
1939 · 
1940 · 
1941 · 
1942 · 
1943 · 
1944 · 
1946 · 
1947 · 
1948 · 
1949 · 
1950 · 
1951 · 
1952 · 
1953 · 
1954 · 
1955 · 
1956 · 
1957 · 
1958 · 
1959 · 
1960 · 
1961 · 
1962 · 
1963 · 
1964 · 
1965 · 
1966 · 
1967 · 
1968 · 
1969 · 
1970 · 
1971 · 
1972 · 
1973 · 
1974 · 
1975 · 
1976 · 
1977 · 
1978 · 
1979 · 
1980 · 
1981 · 
1982 · 
1983 · 
1984 · 
1985 · 
1986 · 
1987 · 
1988 · 
1989 · 
1990 · 
1991 · 
1992 · 
1993 · 
1994 · 
1995 · 
1996 · 
1997 · 
1998 · 
1999 · 
2000 · 
2001 · 
2002 · 
2003 · 
2004 · 
2005 · 
2006 · 
2007 · 
2008 · 
2009 · 
2010 · 
2011 · 
2012 · 
2013 · 
2014 · 
2015 · 
2016 ·
2017 ·
2018 ·
2019 ·
2020 ·
2021 ·
2022 ·
2023 ·
2024 ·
2025